# Bernhard Langer (Mediziner)
Karl Maria Bernhard Langer (* 7. August 1901 in Hadersleben; † 1979) war ein deutscher Arzt und Häftling des Konzentrationslagers Sachsenhausen.
Langer studierte an der Universität Breslau Medizin. In den Jahren 1932 bis 1936 war er Mitglied der SA und SA-Stabsarzt. 1935 heiratete er und wurde Vater von drei Kindern. 1936 wurde er erstmals wegen seiner Homosexualität verurteilt und kam 1943 ins KZ Sachsenhausen. Nach seiner Einlieferung wurde Langer Häftlingsarzt im Außenlager Heinkel-Werke Oranienburg.
Nach der Befreiung des Konzentrationslagers arbeitete Langer als Hausarzt in Miersdorf, einem Ortsteil von Zeuthen.
Erst nach dem Tod seiner Ehefrau 1990 fand die Tochter Langers seine Lebenszeugnisse und übergab sie der Gedenkstätte Sachsenhausen. In einer Ausstellung in der Gedenkstätte wurde vom 12. Oktober 2006 bis 30. September 2007 über das Schicksal Bernhard Langers informiert.